# 와타즈미 신사
와타즈미 신사(일본어: 和多都美神社)는 일본 나가사키현(長崎県) 쓰시마시(対馬市)에 있는 신사(神社)이다.

## 제신(祭神)
주제신(主祭神)
- 히코호호데미노 미코토(彦火々出見尊)
- 도요타마히메노 미코토(豊玉姫命)

## 역사
- 전설에는 해신(海神) 도요타마히코노 미코토(豊玉彦尊)가 이 땅에 궁전을 짓고, 와다쓰미 신사가 진수하는 땅을 「오토히메」(夫姬)라고 이름지었다고 한다. 신사에서 모시는 히코호호데미노 미코토(남신)와 도요타마히메노 미코토(여신)는 부부신이다.[1]
- 헤이안 시대의 문헌인 《엔기시키》(延喜式)의 「신명장」(神名帳)에서는 쓰시마노시마 가미아가타 군(對馬嶋上縣郡) 「와다쓰미 신사 명신대」(和多都美神社 名神大)로 되어 있다.
- 조간(貞観) 원년(859년)에 세이와 천황(清和天皇)은 신사의 신에게 종5위상이라는 신계(神階)를 주었다.

## 전승
도요타마히코노 미코토는 1남 2녀를 두었는데, 아들은 호타카미노 미코토(穂高見尊), 딸은 도요타마히메노 미코토와 다마요리히메노 미코토(玉依姫命)였다. 어느 날 히코호호데미노 미코토가 잃어버린 낚싯바늘을 찾으러 하늘에서 내려와서 이 궁에서 3년을 머물렀고, 도요타마히메를 아내로 맞았다고 한다.
사리 때는 경내에 사전(社殿) 가까이까지 밀물이 차오른다. 이 광경은 마치 용궁(龍宮)을 연상케 하며, 도요타마히메와 히코호호데미의 만남에서 유래한 「다마 우물(玉の井)」이나, 만주뢰(満珠瀬) ・ 간주뢰(干珠瀬), 기량혜비수(磯良恵比須) 같은 고신타이시로(御神体石) 등이 있다.
또한 본전 옆의 우미노미야 산(海宮山) 원시림 속으로 조금만 걸어들어가면 반석이 하나 있는데 그 반석 앞에 있는 단이 다마요리히메의 무덤이라고 전하는 곳이다. 다만 다마요리히메는 ”인위(仁位)의 고산(高山)”에 묻혔다고 신사에서는 전해지고 있으며, 해당 반석 앞의 단은 과거 오래된 장례용 제단으로 쓰였던 것이 일본 패전 뒤의 혼란기에 신사를 모셔야 할 사가(社家)가 일시 단절되는 바람에 「다마요리히메의 무덤」이라 불리게 되었던 것이라고 한다. 다마요리히메를 인위의 고산에 묻었다는 것에 대해서는 《낙교기문》(楽郊紀聞)에 와다쓰미 신사의 구지(宮司)가 그렇게 전했었다는 기록이 있다.

## 논란
최근 들어 와타즈미 신사에 한국인 출입이 금지당한다는 논란이 보고되어 있다. 그러나 와타즈미 신사 당국에 따르면, 2019년 9월부터 10월 사이에 걸쳐 일부 외국인들에 한하여 이를 대상으로 출입 제한 조처를 공표하였던 것으로 보인다. 해당 게시물을 작성한 이용자의 말을 인용한 결과에 따르면 예상과 달리 일부 한국인 관광객이 신사 내에서 불미스러운 경우를 목적으로 행동하게 되어 있던 것이 주된 이유인 것으로 추정된다. 그리고 해당 신사 측이 출입 제한을 다소 유동적으로 하는 탓에 조처 이후에도 신사를 출입한 한국인도 있고, 출입이 허용되지 못하고 있는 한국인들도 더러 있는 경우도 있는 등 제각각이다. 이에 대해 쓰시마시 당국과 쓰시마부산사무소 측이 2019년 12월 안으로 해당 신사 측을 내방하여 외국인 출입 제한 조처에 관해 협의할 예정에 있다. 그래서 매너가 부족한 외국인을 탓하는 이유로 금지당한 사실을 입수했기 때문이지만 한일 관계의 갈등과는 무관한 것으로 보이게 된다.

## 현지 정보
소재지
- 나가사키현(長崎県)쓰시마시(対馬市) 도요타마마치(豊玉町) 니이(仁位和宮)55

## 같이 보기
- 이즈하라 하치만구 신사
- 고모다하마 신사